# Enekbatus
Enekbatus là một chi thực vật trong trong họ Myrtaceae. Chi này gồm 10 loài cây bụi từ cỡ nhỏ đến trung bình ở Tây Úc, vốn được chuyển sang từ chi Baeckea vào năm 2010.

## Các loài
- Enekbatus bounites
- Enekbatus clavifolius
- Enekbatus cristatus
- Enekbatus cryptandroides
- Enekbatus dualis
- Enekbatus eremaeus
- Enekbatus longistylus
- Enekbatus planifolius
- Enekbatus sessilis
- Enekbatus stowardii